# Зелена миља (роман)
Зелена миља (енгл. The Green Mile) је роман америчког књижевника Стивена Кинга из 1996. године. Преведен је на српски језик 2004. године. 
Прича причу о сусрету надзорника осуђеника на смрт Пола Еџкомба са Џоном Кофијем, необичним затвореником који показује необјашњиве способности исцељења и емпатије. Серијски роман је првобитно објављен у шест томова пре него што је поново објављен као једнотомно дело. Књига је пример магичног реализма.

## Радња романа
Садржећи нарацију из првог лица коју је испричао Пол Еџкомб, роман се мења између Пола као старца у старачком дому Џорџија Пајнс који је записивао своју причу 1996. и његовог времена 1932. као надзорника блока у затвору Колд маунтин, осуђеног на смрт, добио надимак "Зелена миља" због боје подног линолеума. Ове године долази Џон Кофи, 6 стопа 8 инча (2,03 м) високог моћног црнца који је осуђен за силовање и убиство две младе беле девојке. Током свог боравка на "Миљи", Џон комуницира са колегама затвореницима Едуардом "Дел" Делакроаом, пироманом, силоватељем и убицом Кажуна; и Вилијам Вортон ("Били клинац" за себе, "Дивљи Бил" за чуваре), неопрезни и опасан вишеструки убица који је одлучан да направи што више проблема пре него што буде погубљен. Међу осталим становницима је Арлен Битербак, Индијанац осуђен за убиство човека у тучи због пара чизама; Артур Фландерс, извршни директор некретнина који је убио свог оца да би извршио превару у осигурању; и господин Џинглс, миш, кога Дел учи разним триковима.
Пола и остале чуваре нервира Перси Ветмор, садистички чувар који ужива у антагонизацији затвореника. Остали чувари морају бити учтиви према њему упркос томе што га не воле јер је он нећак гувернерове жене. Када Персију понуди административну позицију у оближњој психијатријској болници, Пол мисли да су га се коначно решили. Међутим, Перси одбија да оде док му не буде дозвољено да надгледа погубљење, па му Пол оклевајући дозвољава. Перси намерно избегава да намаче сунђер у саламури који би требало да буде увучен унутар поклопца електроде како би обезбедио брзу смрт у електричној столици. Када се прекидач баци, струја узрокује да се Дел запали у столици и доживи дуготрајну, мучну смрт.
Временом, Пол схвата да Џон поседује необјашњиве способности исцељења, које користи да излечи Полову инфекцију уринарног тракта и оживи господина Џинглса након што га Перси згази. Једноставан и стидљив, Џон је веома емпатичан и осетљив на мисли и осећања других око себе. Једне ноћи, стражари су дрогирали Вартона, а затим су Персију обукли лудачку кошуљу и закључали га у подстављену просторију за задржавање како би могли да прокријумчаре Џона из затвора и одведу га у кућу управника Хала Мурса. Халова супруга Мелинда има неоперабилни тумор на мозгу, који Џон лечи. Када се врате у Миљу, Џон преноси "болест" од Мелинде на Персија, што га доводи до лудила и убијања Вартона пре него што падне у кататонично стање од којег се никада не опорави. Перси је предан Брајар Риџу, где је живео 33 године пре него што је умро 1965. године.
Полове дуго тињајуће сумње да је Џон невин потврђују се када открије да је заправо Вортон тај који је силовао и убио две девојчице и да је Џон покушавао да их оживи. Касније, Џон говори Полу шта је видео када га је Вортон једном зграбио за руку, како је Вортон натерао сестре да ћуте претећи да ће убити једну ако друга направи буку, користећи њихову љубав једна према другој. Пол није сигуран како да помогне Џону, али му Џон каже да не брине, јер је ионако спреман да умре, желећи да побегне од окрутности света. Џоново погубљење је последње у коме Пол учествује. Док се Пол приближава крају своје писане приче, нуди је својој пријатељици Елејн Конели да прочита. Након што она то заврши, он јој представља господина Џинглса непосредно пре него што миш умре, пошто је живео 64 године након ових догађаја. Пол објашњава да су они које је Џон исцелио добили неприродно дуг животни век. Елејн умире недуго затим, никада није сазнала како је Полова жена умрла у његовим рукама непосредно након што су доживели несрећу у аутобусу пре 40 година 1956. године и да је тада видео духа Џона Кофија како га посматра са надвожњака. Чини се да је Пол потпуно сам, сада има 104 године, и пита се колико ће још живети.

## Ликови

### Главни ликови
- Пол Еџкомб - Протагониста и наратор књиге и надзорник осуђеника на смрт у затвору. Он има 40 година када се највећи део приче дешава, 1932. Он је брижан човек и одлично брине о мушкарцима у свом блоку, избегавајући сукобе и чувајући мир кад год је то могуће. Он је први лик који је открио невероватне способности Џона Кофија, када затвореник излечи инфекцију уринарног тракта. Такође је његова идеја да одведе Кофија да покуша да излечи Мелинду, жену управника Хала Мурса, од њеног тумора на мозгу. Прешао је у затвор за дечаке са Брутусом Хауелом убрзо након Кофијевог погубљења, и још увек је жив са 104 године од 1996. године, када одлучује да напише причу Џона Кофија, вероватно да би јавно открио његову невиност.

- Брутус "Брутал" Хауел - Он је други по команди на Зеленој миљи и Полов најбољи пријатељ. Он је висок, импозантан човек, али уопште није насилан осим ако није неопходно. Његов надимак "Брутал" је замишљен као иронија, пошто је иначе миран и тих. Бивши фудбалер који је у младости играо на Државном универзитету Луизијане (ЛСУ), на крају је доживео фатални срчани удар код куће, у својим педесетим годинама, око двадесет пет година након Кофијевог погубљења.

- Џон Кофи - Он је Афроамериканац масивне грађе, који је осуђен за силовање и убиство две младе девојке и осуђен на смрт. Веома је тих и радије се држи за себе, готово непрестано плаче и плаши се мрака. Чак и на крају, током погубљења, тражи од Пола Еџкомба да не ставља традиционалну црну свилену маску која је заклањала поглед на лице затвореника јер се плаши мрака. Кофи је описан као "знајући своје име и не много више" и недостаје му способност да веже само једноставан чвор. На његовом суђењу, међутим, оптужба тврди да је он намамио девојке из њихове куће, ослободио се пса чувара и пажљиво планирао злочин користећи способности за које Пол верује да су далеко ван његовог домашаја. Он је најмирнији и најблажи затвореник којег су чувари икада видели, упркос његовом крупном облику. Испоставило се да је невин за силовање и убиство две девојке, али без обзира на то дозвољава да буде погубљен, што је, како каже, уморно од све окрутности на свету.

- Перси Ветмор - Он је млад и садистички чувар. Пол и остали чувари га не воле због његовог понашања, али не могу ништа да учине по том питању јер је он нећак жене гувернера државе. Веома је хомофобичан и напада Едуарда Делакроа зато што га је наводно дирао, иако је то био несрећан случај јер је Дел посрнуо из затворског камиона. Касније га нападне "Дивљи Бил" Вортон, па се покваси, а Делакроа га задиркује због тога. У знак одмазде, Перси намерно саботира Делакроаово погубљење. На крају приче бива послат у менталну установу, првобитно разматран за посао, али сада као пацијент, након што му је Кофи пренео Мелиндину болест због које је убио Вилијама Вартона. На крају преживи болнички пожар и умире 1965.

- Вилијам "Дивљи Бил" Вортон - Антагониста приче. Он је осуђен на смрт због разних злочина, укључујући оружану пљачку и масовно убиство у којем је убио трудну жену и још двоје недужних пролазника. Не воли надимак "Дивљи Бил", али више воли да га зову "Били дечко", име које је истетовирао на подлактици. Када први пут стигне, успева да убеди чуваре да је у дрогиран, да би напао и покушао да насмрт задави Дина Стантона када стигну до Е блока. Он наставља да прави хаос у затвору и игра трикове као што је уринирање на чуваре и пљување сажвакане пите у Бруталово лице. Кажњен је стављањем у самицу, али изгледа да никада не научи лекцију. Док Џона Кофија кријумчаре у кућу Хала Мурса, Дивљи Бил га хвата за руку и Кофи види да је он заправо починио злочине за које је Кофи осуђен. Стога, Кофи даје Персију "болест" коју је узео од управникове жене, због чега је убио Вартона.

- Едуард "Дел" Делакроа - Он је затвореник Кажуна са прилично спорим разумевањем енглеског језика и нема породицу. Он је у затвору због вишеструких смрти због пожара који је запалио док је покушавао да прикрије своје силовање и убиство младе девојке. Док је на Милету, Дел се спријатељи са мишем по имену господин Џинглс, који му постаје најбољи пријатељ у последњим данима на смртној казни. Перси, његов непријатељ, саботира његово погубљење, узрокујући да Дел умире у спорој, језивој смрти на електричној столици.

- Господин Џинглс - Необично интелигентан миш који ужива да једе слаткише од пеперминта. Он постаје пријатељ Едуарду неколико дана пре него што је човек погубљен. Васкрсава га Џон Кофи након што га је згазио Перси Ветмор. То му даје повећану дуговечност и он коначно умире 64 године касније.

### Споредни ликови
- Артур "Председник" Фландерс - Затвореник осуђен на смрт, осуђен за убиство свог оца у шеми за превару са осигурањем. Казна му је преиначена у доживотни затвор, али га је касније у затворској праоници убио непознати затвореник.

- Арлен "Шеф" Битербак - Затвореник Чероки осуђен на смрт, осуђен за убиство човека у пијаној тучи због пара чизама. Његово погубљење је прво од три која се помињу у Половој причи.

- Џенис Еџкомб - Жена Пола Еџкомба. Умире у 59. години у несрећи аутобуса на путу до матуре свог унука 1956. године.

- Хал Мурс - Управник у затвору. Након што је Кофи излечио своју жену, некако је посумњао у истину о Кофијевој наводној кривици за двоструко убиство за које је осуђен. Хал је умро од можданог удара отприлике у исто време када и јапански напад на Перл Харбор.

- Мелинда Мурс - Жена управника Мурса, која умире од тумора на мозгу, а лечи је Џон Кофи. Она на крају умире од срчаног удара десет година касније.[1]

- Кертис Андерсон - Помоћник управника.

- Дин Стантон - Чувар на Е блоку којег је Вилијам Вортон задавио и умало убио. Отац мале деце, не учествује у одвођењу Џона Кофија код Мелинде Мурс због ризика од губитка посла. Пријављује се за пресељење у Ц Блок након смрти Џона Кофија, где га убије затвореник четири месеца касније.

- Хари Тервилигер - Један од главних чувара Е Блока заједно са својим пријатељима Полом Еџкомбом, Брутусом Хауелом и Дином Стентоном. Он на крају умире од рака 1982. године, 50 година након погубљења Џона Кофија.

- Бил Доџ - Чувар "лебдећих" на Е блоку (тамо није стално).

- Џек Ван Хеј - Стражар који је део тима за погубљење. Он управља скретницом.

- Тут-Тут - Повереник који замењује осуђене на пробама погубљења и продаје ужину затвореницима и чуварима.

- Бурт Хамерсмит - Репортер који је писао о убиствима близанаца Детерик и суђењу Џону Кофију. Упркос томе што верује да је човек „просветитељства“, он показује предрасуде у свом ставу о „црнцима“ и покушава да убеди Пола у кривицу Џона Кофија.

- Елејн Колени - Полова пријатељица у данашњем старачком дому где прича своју причу. Касније се открива да је она бака председника Представничког дома Џорџије, користећи ову позицију да уплаши Бреда Долана да не узнемирава Пола. Умире од срчаног удара три месеца након што је чула Полову причу о Џону Кофију.

- Хомер Крибус - Шериф округа Трапингус, где су се догодила убиства близанаца Детерик. Упркос томе што није играо никакву улогу у хапшењу Џона Кофија, он се касније појављује на погубљењу. Отворени баптиста са јаким расним предрасудама и огромном тежином, касније подлеже срчаном удару док је имао секс са 17-годишњом Афроамериканком у својој канцеларији.

- Роб Макги - Заменик шерифа округа Трапингус, који је водио потрагу која је пронашла Џона Кофија. Док показује јаку сумњу у Кофијеву кривицу након што му је Пол Еџкомб показао знаке невиности, он је и даље немоћан да позове на жалбу јер је подређен шерифу Крибусу, коме се наводно нада да ће успети.

- Брад Долан - Злонамерни радник старачког дома који малтретира Пола Еџкомба. Пол га снажно упоређује са Персијем Ветмором, и неколико пута га греши са Персијем, упркос томе што је овај умро 1965.

- Кејт и Кора Детерик - Две младе девојке које је Џон Кофи осуђен за силовање и убиство, иако их је заправо убио Вилијам Вортон.

- Клаус и Марџори Детерик - Родитељи Кејт и Коре. Марџори је убијена у саобраћајној несрећи 18 година након погубљења Џона Кофија, док је Клаус умро од можданог удара у марту 1933. убрзо након погубљења Џона Кофија.

## Критике
Зелена миља је 1996. освојила награду Брама Стокера за најбољи роман. Године 1997. Зелена миља је номинована за најбољи роман за Британску награду за фантастику и награду Локус. Године 2003. књига је уврштена на БиБиСи-јеву анкету The Big Read о најомиљенијем роману у Великој Британији.

## Историја публикације
Зелена миља је први пут објављена у шест свезака у меким повезима по ниској цени. Први, поднаслов Две мртве девојке, објављен је 28. марта 1996. године, а нови наслови су следили сваког месеца све док последњи том, Кофи на Миљи, није изашао 29. августа 1996. Роман је поново објављен као један свезак у меком повезу маја 5, 1997. Дана 3. октобра 2000. књига је објављена у свом првом издању тврдог повеза ( 978-0743210898). Издавач  Subterranean Press је 2007. године објавио издање романа поводом 10. годишњице у три различите верзије, од којих свака опонаша оригинално издање од шест томова: поклон едиција, ограничено на 2.000 примерака, које садржи шест непотписаних свезака са тврдим повезом сваког засебног дела, смештених у футролу ; Ограничено издање, ограничено на 148 нумерисаних примерака, које је потписао Степхен Кинг, смештено у футролу; и едиција писма, ограничено на 52 копије са словима, и потписано од Стивена Кинга, смештене у кутији. Свако издање је садржало нове илустрације Марка Гејера, оригиналног илустратора романа. Свака верзија је имала сопствени дизајн и коштала је 150, 900 и 2.500 долара. Објављене су и друге верзије, укључујући тврди повез величине „џепне књиге“ од стране Paw Prints ( 9781439182789).

### Листа наслова
- Две мртве девојке
- Миш у Миљи
- Кофијеве руке
- Лоша смрт Едуарда Делакроа
- Ноћно путовање
- Кофи у Миљи